# Cremación con agua

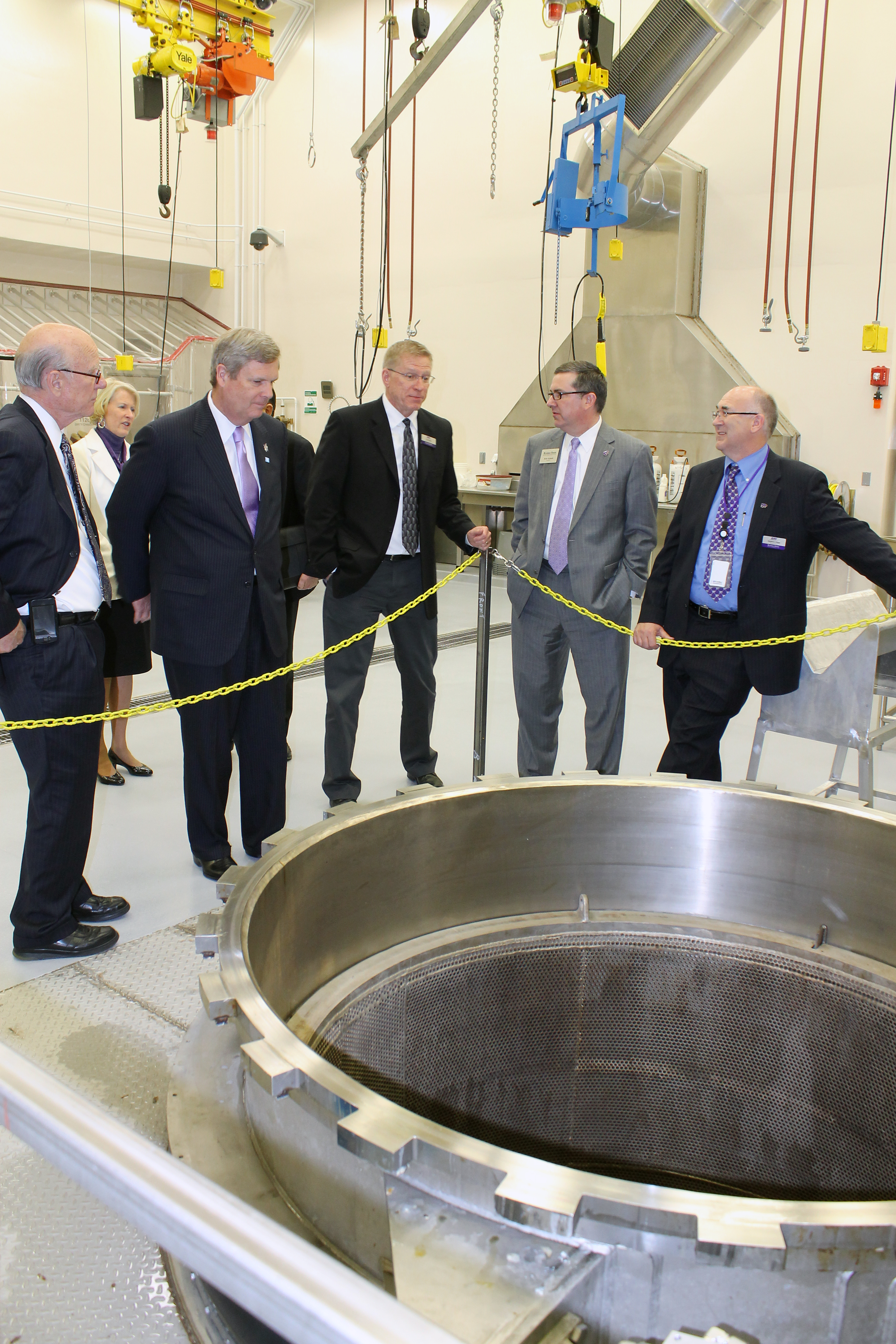
Un sistema de eliminación de hidrólisis alcalina en la Universidad Estatal de Kansas

La cremación con agua por hidrólisis alcalina, también llamada liquidificación, el acrónimo inglés aquamation o simplemente cremación en agua, es la técnica funeraria por la cual los restos humanos reciben un tratamiento de hidrólisis alcalina para acelerar su total descomposición, desde un proceso que naturalmente demoraría 20 años a tan solo unas horas. La aquamación se ha concebido como una alternativa más ecoamigable que la cremación tradicional, al no requerir de combustión en el proceso, señalando sus defensores que la misma implica un menor consumo de energía, y una reducción en la emisión de gases de efecto invernadero.

## Método de aplicación
Este método consiste en que el cuerpo se coloca en una cámara hermética llena de agua con productos alcalinos (bases). La cámara se calienta y comienza a desintegrar el cuerpo hasta dejar solo huesos, y a los huesos los tritura un aparato llamado cremulador. Las bases son típicamente soluciones acuosas de hidróxidos de metales alcalinos tales como hidróxido de sodio (NaOH) o hidróxido de potasio (KOH). Con el calentamiento de los componentes se acelera drásticamente la hidrólisis. 
Al igual que las proteínas, ácidos nucleicos, carbohidratos y lípidos poliméricos, fueron hechas por los organismos a través de la condensación de bloques de construcción, por lo que se les puede despolimerizar, o deshacer, por hidrólisis. 
Se realiza en una cámara de cremación en la que se sumerge el cuerpo, que a su vez se coloca en un ataúd de seda, lana o cuero, en agua mezclada con hidróxido de potasio a una temperatura de 180 °C, para obtener así una pila de cenizas, similares al proceso de cremación. La diferencia es que la descomposición ocurre en cuestión de 2 o 3 horas, mientras que de forma natural el proceso puede durar hasta 20 años; y en relación con la cremación, su beneficio es que es más silencioso y menos contaminante al medio ambiente pues su huella de carbono es mucho menor, ya que utiliza 8 veces menos energía.
Para formar péptidos y proteínas, los aminoácidos se unen el uno al otro en un enlace peptídico en el que el grupo carboxilo de un aminoácido se condensa con el grupo amino de otro aminoácido con la eliminación de agua. Todos los polipéptidos están formados, principalmente, por carbono, hidrógeno, nitrógeno y oxígeno, junto con cantidades más pequeñas de otros elementos, principalmente de azufre y fósforo. La hidrólisis invierte la condensación de los aminoácidos en las proteínas por la ruptura, en medio ácido o alcalino-catalizada, de los enlaces peptídicos y la adición de agua. El hidróxido de potasio o mezclas de hidróxido de potasio e hidróxido de sodio son las soluciones alcalinas preferidas debido a la inestabilidad de las soluciones de concentrado (50%) del stock de soluciones de NaOH a temperaturas por debajo 20 °C. Todas las proteínas, independientemente de su origen, son destruidos por la hidrólisis alcalina.

## Impacto en el medio ambiente
Este proceso se ha interpretado como más amigable con el medio ambiente que la cremación tradicional, al no requerir de combustión, implicar un menor consumo de energía, y una reducción en la emisión de gases de efecto invernadero.

## Países que lo aplican
Algunos países del mundo lo están aplicando, entre los cuales están:
- Alemania
- Canadá
- Estados Unidos
- Reino Unido
- Países Bajos
- Sudáfrica

## Opinión de los españoles sobre la acuamación o cremación al agua
Según el estudio Funos sobre el sector funerario 2023 elaborado por Funos, al preguntar a los consumidores españoles sobre este concepto novedoso, destaca que solo un 20% de los preguntados no sabían lo que era. Por otro lado, el porcentaje más grande no lo querría, pero un 17% sí, incluso un 24% se lo podría plantear.

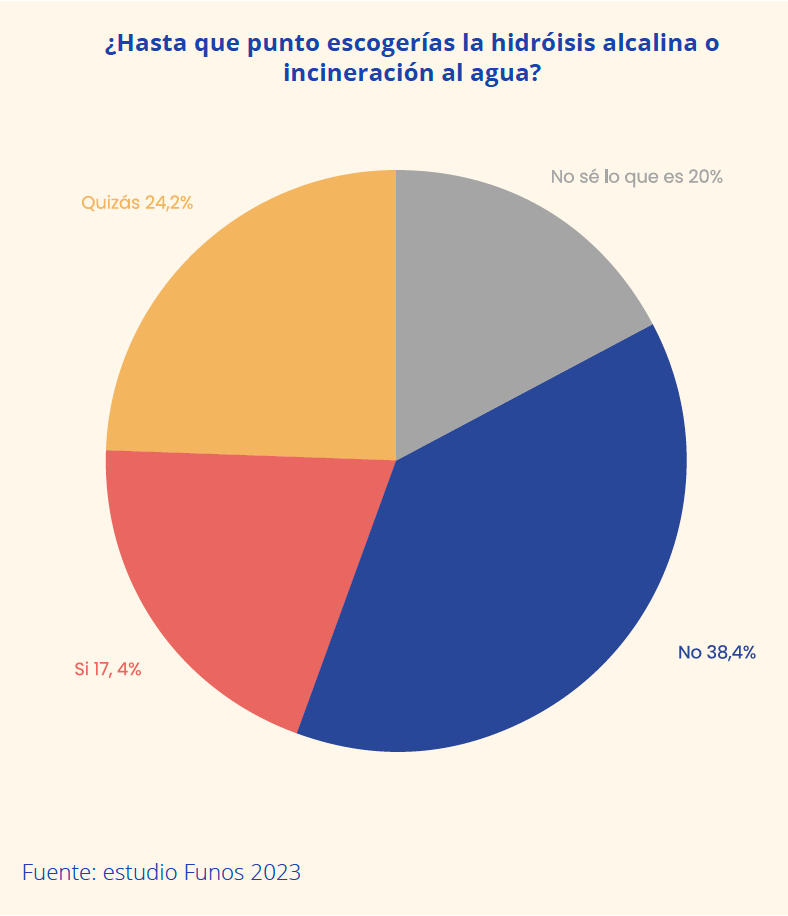
Opinión de los españoles sobre la hidrólisis alcalina. Estudio Funos (2023)